# Adam Yahiye Gadahn
Adam Yahiye Gadahn (en árabe : آدم يحيى غدن , Ādam Yahya Ghadan, nacido como Adam Pearlman) fue un miembro de Al Qaeda, que desde 2004 aparecía en vídeos como ''Azzam el Americano''. 
Gadahn, se convirtió al islam desde el cristianismo en 1995, en una mezquita de California. 
Murió en enero de 2015 asesinado por un dron estadounidense.